# Jason James Richter
Jason James Richter (ur. 29 stycznia 1980 w Medford) – amerykański aktor.
W wieku trzech lat przeprowadził się wraz z rodziną na Hawaje, gdzie odkryła go japońska agencja castingowa, dzięki której wziął udział w trzech reklamach telewizyjnych. W 1989 roku, powrócił z rodziną do Los Angeles, gdzie mógł kontynuować karierę aktorską.
Został wybrany spośród 4000 kandydatów do roli jako Jesse w filmie "Uwolnić Orkę".

## Filmografia
- Uwolnić orkę (Free Willy, 1993) jako Jesse
- Gliniarze i Robbersonowie (Cops and Robbersons, 1994) jako Kevin Robberson
- Niekończąca się opowieść III (The NeverEnding story III, 1994) jako Bastian
- Uwolnić orkę 2 (Free Willy 2: The Adventure Home, 1995) jako Jesse
- Braterska miłość (The Setting Son, 1997) jako Big Bully
- Uwolnić orkę 3 (Free Willy 3: The Rescue, 1997) jako Jesse
- Laserhawk (1997) jako Zach Raymond
- Ricochet River  (1998) jako Wade